# Nycticebus bengalensis
Nycticebus bengalensis, conhecido popularmente no inglês como "bengal slow loris" (lóris-lento-de-bengala) ou "northern slow loris" (lóris-lento-do-norte) é um primata estrepsirrino e uma espécie de lóris-lento, do gênero Nycticebus, nativo do subcontinente indiano e da Indochina. Sua distribuição geográfica é maior que a de qualquer outra espécie do grupo.
Considerado uma subespécie do lóris-lento-de-sonda (N. coucang) até 2001, análises filogenéticas sugerem que o lóris-lento-de-bengala é mais próximo do lóris-lento-de-sonda. No entanto, alguns indivíduos de ambas as espécies possuem sequências de DNA mitocondrial que se assemelham às da outra espécie, devido à hibridização introgressiva.
N. bengalensis é a maior espécie do gênero, medindo de 26 a 38 cm da cabeça à cauda e pesando entre 1 e 2.1  kg. Como outros lóris, possui um nariz úmido (rinário), cabeça arredondada, rosto achatado, olhos grandes, orelhas pequenas, uma cauda vestigial e pelagem densa e lanosa. A toxina que secreta de sua glândula braquial (uma glândula odorífera [en] no braço) difere quimicamente da de outras espécies e pode ser usada para comunicar informações sobre sexo, idade, saúde e status social.
N. bengalensis é noturno e arbóreo, habitando tanto florestas perenes quanto caducifólias. Prefere florestas tropicais com dosséis densos, e sua presença em seu habitat nativo indica um ecossistema saudável. É um dispersor de sementes e polinizador, além de ser presa para carnívoros. Sua dieta consiste principalmente de frutas, mas também inclui insetos, seiva de árvores, caracóis e pequenos vertebrados.
No inverno, depende de exsudatos vegetais, como seiva e resina de árvores. A espécie vive em pequenos grupos familiares, marca seu território com urina e dorme durante o dia, encolhido em vegetação densa ou em cavidades de árvores. Não é um reprodutor sazonal, reproduzindo-se a cada 12–18 meses e geralmente dando à luz um único filhote. Nos primeiros três meses, as mães carregam seus filhotes, que atingem a maturidade sexual por volta dos 20 meses. N. bengalensis pode viver até 20 anos.
A espécie está listada como "em perigo" na Lista Vermelha da IUCN e enfrenta risco de extinção devido à crescente demanda no comércio de animais exóticos e na medicina tradicional. É um dos animais mais comumente vendidos em mercados de animais locais. Na medicina tradicional, é usado principalmente por mulheres urbanas de classe média a alta após o parto, mas também para tratar problemas estomacais, ossos quebrados e doenças sexualmente transmissíveis. Também é caçado para alimentação e sofre com a perda de habitat. As populações selvagens diminuíram severamente, e a espécie está localmente extinta em várias regiões. Está presente em muitas áreas protegidas em sua distribuição, mas isso não as protege da caça furtiva desenfreada e do desmatamento ilegal. Questões críticas de conservação para esta espécie incluem a melhoria das medidas de proteção, aplicação mais rigorosa das leis de proteção à vida selvagem e maior conectividade entre áreas protegidas fragmentadas.

## Taxonomia e filogenia

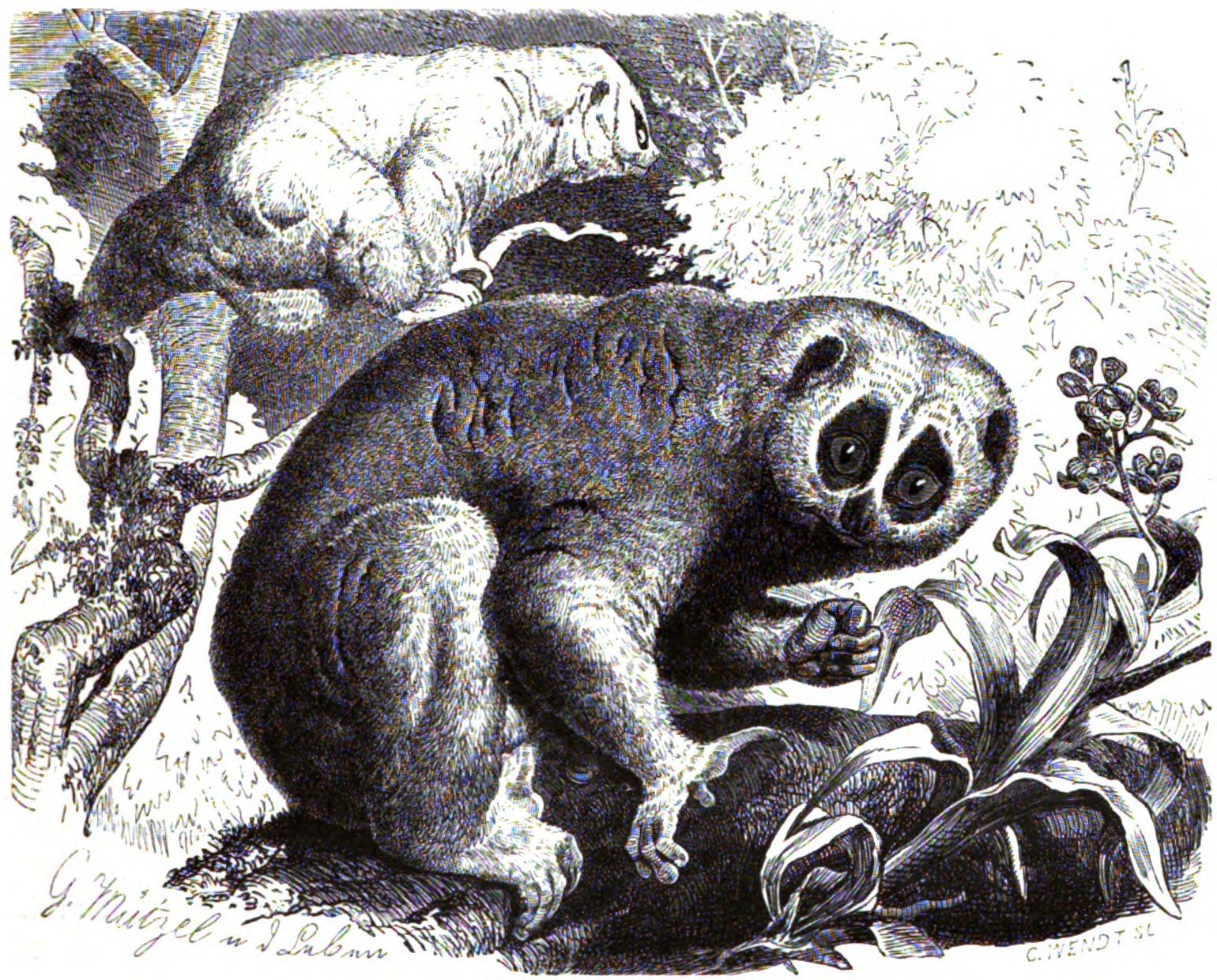
Nycticebus bengalensis foi considerado uma subespécie de N. coucang até ser reconhecido como espécie distinta em 2001.

N. bengalensis, comumente conhecido como lóris-lento-de-bengala ou lóris-lento-do-norte, é um primata estrepsirrino do gênero Nycticebus. Anteriormente considerado uma subespécie do loris-lento-de-sonda (N. coucang), foi reconhecido como espécie distinta em 2001 pelo taxonomista e primatólogo Colin Groves. É difícil de distinguir das outras espécies de seu gênero.
Para ajudar a esclarecer os limites entre espécies e subespécies, e verificar se as classificações baseadas em morfologia eram consistentes com as relações evolutivas, as relações filogenéticas dentro do gênero Nycticebus foram investigadas usando sequências de DNA derivadas dos marcadores mitocondriais D-loop e citocromo b. Embora a maioria das linhagens reconhecidas de Nycticebus (incluindo N. pygmaeus, N. menagensis e N. javanicus) tenha se mostrado geneticamente distinta, a análise sugeriu que sequências de DNA de alguns indivíduos de N. coucang e N. bengalensis compartilham uma relação evolutiva mais próxima entre si do que com outros membros de sua própria espécie. Os autores sugerem que esse resultado pode ser explicado por hibridização introgressiva, já que os indivíduos testados dessas duas espécies vieram de uma região de simpatria no sul da Tailândia. A origem precisa de um dos indivíduos de N. coucang não era conhecida. Essa hipótese foi corroborada por um estudo de 2007 que comparou as variações nas sequências de DNA mitocondrial entre N. bengalensis e N. coucang, sugerindo que houve fluxo gênico entre as duas espécies.

## Anatomia e fisiologia

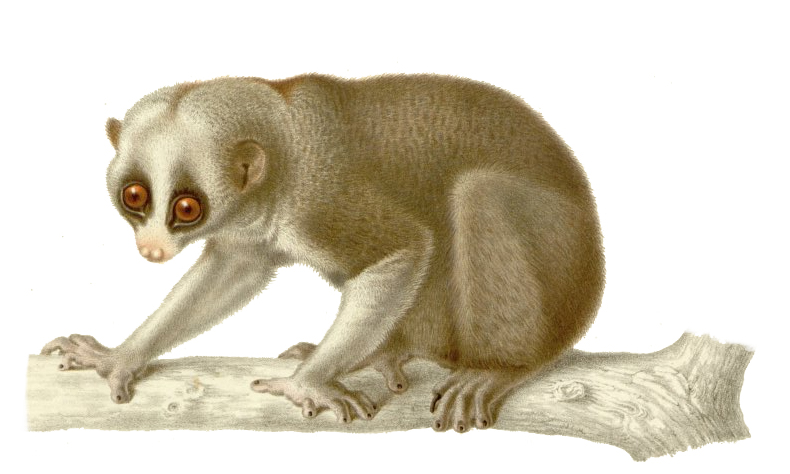
N. bengalensis tem olhos grandes, cabeça arredondada e orelhas curtas, como mostrado nesta ilustração do século XIX.

N. bengalensis é a maior espécie do gênero, pesando 1 a 2.1 Kg, e medindo entre 26 e 38 cm da cabeça à cauda. Seu crânio tem mais de 62 mm de comprimento. Possui pelagem densa, lanosa, marrom-acinzentada nas costas e branca na parte inferior. Também apresenta uma faixa escura distinta que sobe até o topo da cabeça, mas não se estende lateralmente até as orelhas. O antebraço e a mão são quase brancos. Os membros da pelve variam de cor de marrom a quase branco, e os pés são sempre pálidos. A troca de pelo pode causar variações sazonais na cor da superfície dorsal.
Como outros lóris-lentos, sua cauda é vestigial, e possui cabeça arredondada e orelhas curtas. Tem um rinário (a superfície úmida e nua ao redor das narinas do nariz) e um rosto largo e achatado com olhos grandes. Seus olhos refletem um brilho laranja. Nos pés dianteiros, o segundo dedo é menor que os demais; o dedão do pé traseiro opõe-se aos outros dedos, o que aumenta sua capacidade de preensão. O segundo dedo do pé traseiro tem uma garra curvada para "higiene" que o animal usa para coçar e se limpar, enquanto as outras unhas são retas.
Comparado ao lóris-lento-de-bengala (N. bengalensis), o simpátrico loris-lento-de-sonda (N. coucang) é menor, não possui as áreas claras da cabeça, nuca e ombros, e sua cor geral é marrom claro ou marrom-dourado. O lóris-pigmeu-lento (N. pygmaeus - sinônimo de Xanthonycticebus pygmaeus) é muito menor, com um crânio de comprimento inferior a 55 mm. Também não possui a faixa dorsal escura do N. bengalensis, tem pelagem marrom-escura e orelhas mais longas.
Ademais, N. bengalensis possui um pequeno inchaço na face ventral do cotovelo, chamado glândula braquial, que secreta uma toxina oleosa, pungente e clara que o animal usa defensivamente, esfregando-a em seu pente dental. O óleo foi analisado usando cromatografia gasosa acoplada à espectrometria de massa, e foi demonstrado que quase metade das várias dezenas de compostos voláteis ou semivoláteis presentes não ocorre no lóris-pigmeu-lento, intimamente relacionado. O componente mais predominante foi o composto fenolico m-Cresol. Os autores do estudo sugerem que esses óleos quimicamente complexos podem ajudar os lóris a se comunicarem, permitindo-lhes transmitir informações por meio do olfato sobre sexo, idade, saúde, status nutricional e dominância.

## Comportamento e ecologia

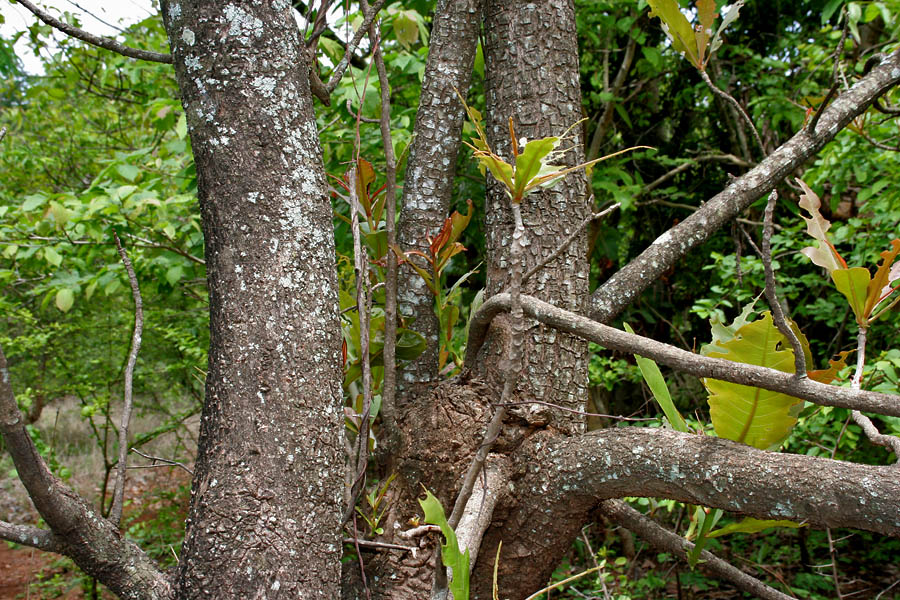
O lóris-lento-de-bengala raspa a casca da árvore Terminalia bellirica para obter exsudatos, como seiva, uma importante fonte de alimento, especialmente no inverno.

Os habitats preferidos do lóris-lento-de-bengala abrangem regiões tropicais e subtropicais, incluindo florestas tropicais perenes e semi-perenes com bordas florestais e dosséis densos e contínuos. A espécie também pode ser encontrada em bosques de bambu. Prefere habitats com árvores de maior diâmetro, altas e com grande profundidade de copa (definida como o comprimento ao longo do eixo principal da ponta da árvore até a base da copa); essas áreas são geralmente associadas a maior abundância de alimentos e menor risco de predação. Devido à sua preferência por florestas densas, atua como um bom indicador da saúde do ecossistema.
A espécie atua como um importante dispersor de sementes e polinizador, além de ser presa para vários carnívoros. Alimenta-se de exsudatos vegetais, como seiva, gomas, resinas e látex, particularmente aqueles da família Fabaceae. Embora não tenha unhas quilhadas, raspa a planta, quebrando ativamente sua superfície; esse comportamento é semelhante ao de saguis e lêmures do gênero Phaner. Exsudatos também são obtidos ao fazer buracos na casca. O suprimento alimentar de inverno consiste quase inteiramente de exsudatos vegetais. A Terminalia belerica, uma árvore caducifólia comum no sudeste asiático, é uma das fontes preferidas de exsudatos, mas também foi observado o consumo de exsudatos de várias famílias botânicas: Moraceae (Artocarpus), Magnoliaceae (Manglietia), Fabaceae (Acacia, Bauhinia), Lecythidaceae (Careya arborea [en]) e Sterculiaceae (Pterospermum). Embora também se alimente de grandes insetos (como gafanhotos e grilos), caracóis, pequenas aves e répteis, é principalmente frugívoro. Lianas do gênero de plantas floridas Bauhinia são uma fonte alimentar comumente usada.
N. bengalensis é um animal noturno e tem excelente visão noturna, aprimorada por um tapetum lucidum — uma camada de tecido no olho que reflete a luz visível de volta através da retina. Dorme durante o dia encolhido em uma bola em vegetação densa ou em cavidades de árvores. Machos e fêmeas marcam seu território com urina. A espécie é conhecida por viver em pequenos grupos familiares. Os animais podem praticar higiene social.

### Reprodução
O lóris-lento-de-bengala não é um reprodutor sazonal [en], ao contrário do lóris-pigmeu-lento. Fêmeas em ciclo estral atraem machos com um assobio alto. As fêmeas reproduzem a cada 12–18 meses e têm uma gestação de seis meses. Por não serem reprodutores sazonais, as fêmeas podem engravidar quando seus filhotes têm aproximadamente 6 meses de idade, possibilitando a produção de dois filhotes por ano. As fêmeas geralmente dão à luz um único filhote, embora gêmeos já tenham sido registrados. Isso difere do simpátrico lóris-pigmeu-lento, que comumente tem gêmeos. A mãe carrega seus filhotes por cerca de três meses antes que se tornem independentes, embora possam ser temporariamente deixados em galhos enquanto a mãe procura alimento. A maturidade sexual é alcançada por volta dos 20 meses de idade. A espécie pode viver até 20 anos.

## Distribuição
A espécie tem a maior distribuição geográfica de todas as espécies de Nycticebus e é nativa de Bangladesh, Nordeste da Índia e Indochina (Camboja, Laos, Myanmar, Vietnã, sul da China e Tailândia). É o único primata noturno encontrado nos estados do nordeste da Índia, que incluem Assão, Mizorão, Nagaland, Meghalaya, Manipur e Tripura. É encontrado em partes de Yunnan e no sudoeste de Guangxi na China, e foi registrado nas Colinas de Chatigão em Bangladesh. Está distribuído por grande parte da Tailândia. Em Myanmar, foi registrado em Bhamo, Sumprabum, Kindat, Colinas de Chin [en], Pathein, Thaungdaung e Pegu; populações no Laos foram registradas nas porções norte, centro e sul do país.
O lóris-lento-de-bengala é simpátrico (compartilha sua distribuição) com o lóris-pigmeu-lento no sudeste da China, Vietnã e Laos. Também é simpátrico com o lóris-lento-de-sonda na Istmo de Kra. Em 2001, Groves relatou a existência de híbridos entre essas duas espécies nesta região.

## Conservação
Listado como "espécie deficiente de dados" até 2006 na Lista Vermelha da IUCN, o lóris-lento-de-bengala foi avaliado em 2020 pela União Internacional para a Conservação da Natureza (IUCN) como "em perigo" — uma decisão baseada apenas na perda de habitat devido à falta de dados de campo suficientes. A espécie está presente em numerosas áreas protegidas dentro de sua distribuição. No entanto, a caça furtiva e o desmatamento ilegal são desenfreados, enquanto as medidas de conservação não são específicas para a espécie. N. bengalensis pode ser encontrada em pelo menos 43 áreas protegidas no nordeste da Índia, 14 áreas de conservação no Laos e 24 áreas protegidas no Vietnã. Pode ser encontrada no Parque Nacional de Lawachara [en] em Bangladesh, e 80% de sua distribuição na China é protegida. A espécie foi listada no Anexo I do "Wild Life (Protection) Act" da Índia de 1972, e em junho de 2007 foi transferida, junto com todas as outras espécies de lóris-lento, para o Apêndice I da CITES, que proíbe trocas comerciais internacionais.
As ameaças mais graves enfrentadas pela espécie são o tráfico de animais (captura ilegal para animais de estimação exóticos e uso em medicina tradicional) e o desmatamento. A agricultura de corte e queima também resultou na destruição de seu habitat, e a construção de estradas é outro fator em seu declínio. A caça foi considerada mais severa quando populações humanas urbanas próximas aumentam. Melhorar as medidas de proteção, aplicar rigorosamente as leis de proteção à vida selvagem e melhorar a conectividade entre áreas protegidas fragmentadas são fatores considerados críticos para garantir a sobrevivência desta espécie.
A espécie é comumente vendida como animal de estimação e para zoológicos em todo o sudeste asiático. No Camboja, foi relatado em 2006 como um dos mamíferos mais comuns encontrados em lojas e barracas, encontrado aos montes e vendido por US$0,85 a US$6,25. No mesmo ano, foi encontrado à venda por US$2,50 a US$6,30 em bazares na China (Condado de Mengla [en] na Província de Yunnan) e US$70 na Tailândia. O lóris-lento-de-bengala é usado na medicina tradicional em todos esses países, vendido por US$15 no Vietnã, e também é consumido como alimento no Vietnã. O animal é predominantemente usado para preparar tratamentos para mulheres após o parto, problemas estomacais, cura de feridas e ossos quebrados, e no tratamento de doenças sexualmente transmissíveis. Os principais usuários são mulheres de classe média a alta em áreas urbanas.

### Habitat e tendências populacionais
Em toda a sua distribuição geográfica, os lóris-lentos estão em sério declínio. Seu habitat foi severamente degradado, e o aumento das populações humanas adicionará pressão crescente. Em países como Bangladesh, apenas 9% da cobertura florestal original permanecia em 2000. No nordeste do Camboja, as florestas estão sendo desmatadas a uma taxa crescente, com uma perda de 6% da floresta natural entre 1999 e 2000. Nos mesmos anos, Myanmar e Tailândia perderam 14% e 26% de suas florestas naturais, respectivamente. No Vietnã, apenas 30% da cobertura florestal original permanece devido ao desmatamento causado pela Guerra do Vietnã, e apenas 10% disso inclui florestas de dossel fechado. A destruição do habitat permanece desenfreada, e todas as populações de lóris-lentos dentro de suas fronteiras estão significativamente reduzidas. As populações foram declaradas localmente extintas no sul da Província de Quảng Nam e partes das terras altas, e o mesmo é esperado nas reservas naturais de Song Thanh e Kon Cha Rang.
Na Índia, o dossel florestal denso foi reduzido em até 55% em algumas áreas e está desaparecendo rapidamente. Já em 1987, a região da Indochina havia perdido 75% do habitat natural dos lóris-lentos. Em 1992, o tamanho da população foi estimado entre 16.000 e 17.000 indivíduos, com base no habitat disponível; no entanto, publicações recentes relatam que poucos indivíduos permanecem devido a uma distribuição geográfica reduzida. O lóris-lento-de-bengala pode estar restrito a algumas populações isoladas e está em sério risco de se tornar localmente extinto em outras áreas. Em Arunachal Pradesh, sua população está em declínio e sob ameaça.
A densidade populacional foi estimada entre 0,03 e 0,33 indivíduos por km2 em Assam, na Índia, de acordo com um estudo publicado em 2006. Uma pesquisa em 2007 no Santuário de Vida Selvagem de Thrisna e no Santuário de Vida Selvagem de Sepahijala em Tripura, Índia, revelou uma taxa de encontro de 0,22 indivíduos/km, com sete de nove avistamentos ocorrendo dentro de 1.71 km² e a maioria dos animais encontrados a uma altura de 8 a 15 m e perto do interior de florestas caducifólias úmidas. Em 2008, a abundância de espécies foi medida em 0,18 indivíduos/km no "Hoollongapar Gibbon Sanctuary" em Assam.
Desde a década de 1990, as florestas da China diminuíram significativamente. Nas províncias de Yunnan e Guangxi, florestas primárias são poucas e isoladas, e florestas secundárias foram severamente degradadas. Yunnan perdeu 42% de suas florestas e restam 2.000 ou menos indivíduos de lóris-lentos. Em Guangxi, a espécie está quase extinta. Foi extirpada no condado de Ningming e apenas alguns indivíduos permanecem em Jinxi, Longzhou e Pingxiang.